# 周知の埋蔵文化財包蔵地
周知の埋蔵文化財包蔵地（しゅうちのまいぞうぶんかざいほうぞうち）とは、「地中に埋蔵された状態で発見される文化財（＝埋蔵文化財）」を包蔵（内部に含んでいる・包み隠している）する土地、またはその範囲のこと。法律用語だが、考古学用語のいわゆる「遺跡」に最も近い概念である。文化庁によると、貝塚や古墳、城跡、都城などの遺跡≒埋蔵文化財包蔵地は全国におよそ46万箇所存在するとされる。

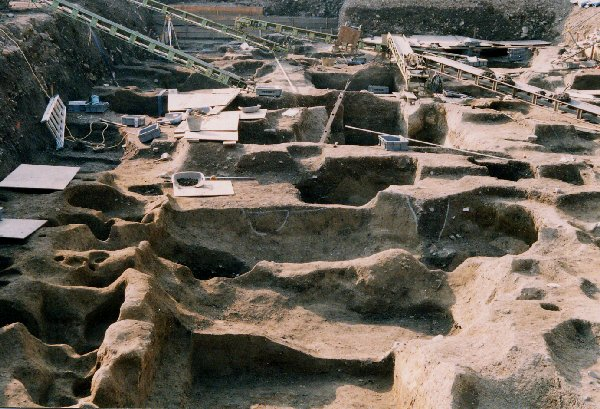
埋蔵文化財包蔵地の発掘調査風景（京都市内）。無数の遺構が掘りこまれている。

## 定義

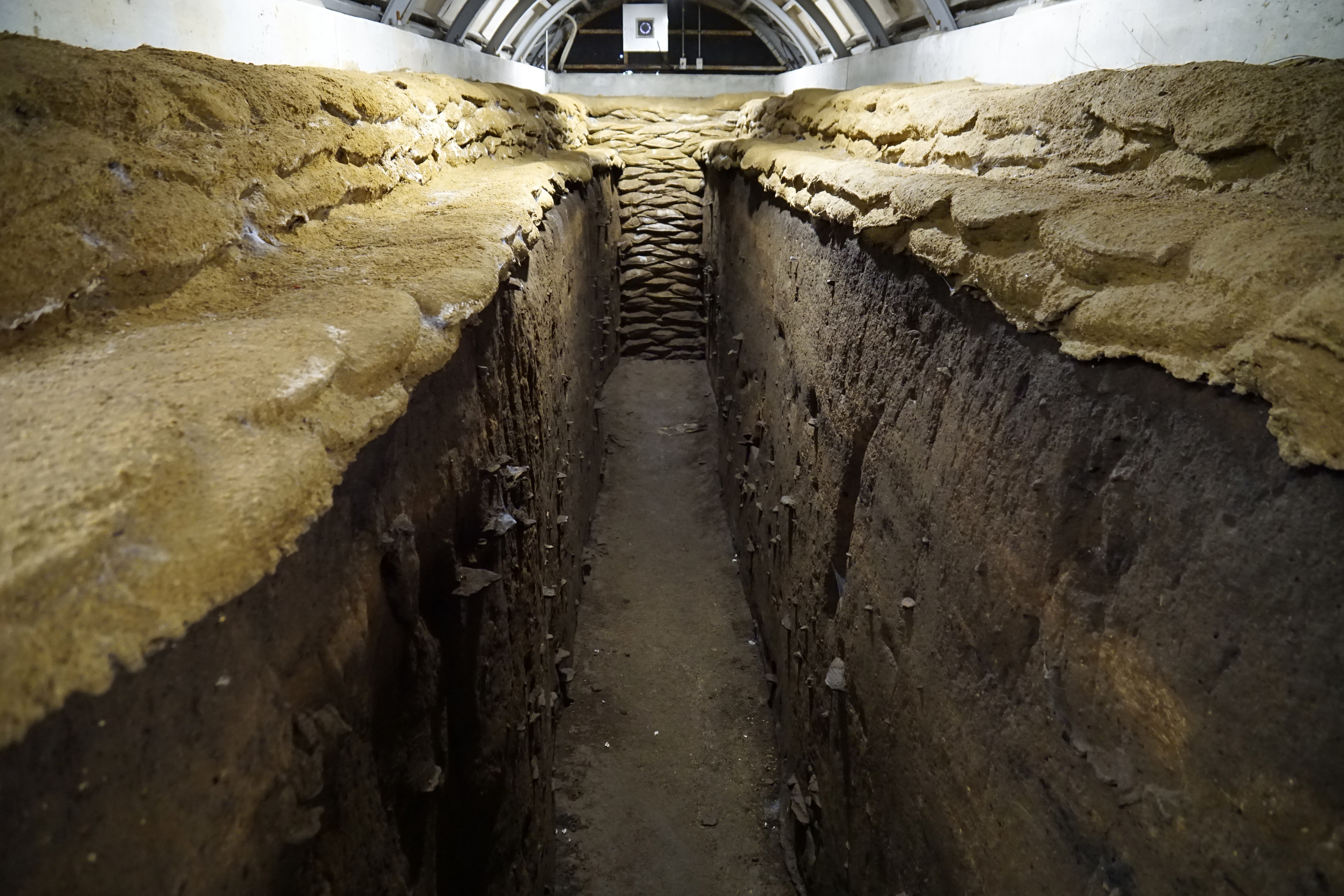
埋蔵文化財包蔵地の断ち割り断面。土器片などが包含されている。（青森県青森市三内丸山遺跡）

埋蔵文化財とは、事実上、考古学の研究対象となる遺跡あるいは考古資料とほぼ同義である。
ただし、厳密に「埋蔵文化財」といった場合、土地に埋蔵されている文化財としての価値が認められる遺構と、文化財としての価値が推定される民法第241条の「埋蔵物」としての遺物のことを指しており、面的な遺跡及び遺跡の範囲としてとらえた場合は、文化財保護法第93条（旧第57条の2）の「貝づか、古墳その他埋蔵文化財を包蔵する土地として周知されている土地」として「周知の埋蔵文化財包蔵地」が定義される。
なお、埋蔵文化財包蔵地内で、過去人類が活動を始めて以降、その土地に堆積を続け、各時代の遺物（土器・石器など）を含み、かつ後世の攪乱を受けていない土層のことを「埋蔵文化財包含層（）」（考古学用語の遺物包含層とほぼ同義）と言う。

### 法律上定義される範囲
土地に埋蔵されている文化財としての価値が認められる「遺構」、および、有形文化財としての価値が推定される「遺物」の範囲、すなわち、法的に「埋蔵文化財」として取り扱うことのできる範囲は、1998年（平成10年）9月29日付文化庁次長による都道府県教育委員会教育長あての「埋蔵文化財の保護と発掘調査の円滑化等について（通知）」、いわゆる「平成10年円滑化通知」によって定義された。
それによると、「埋蔵文化財として扱う範囲に関する原則」は、
1. おおむね中世までに属する遺跡は、原則として対象とすること。
2. 近世に属する遺跡については、地域において必要なものを対象とすることができること。
3. 近現代の遺跡については、地域において特に重要なものを対象とすることができること。

とされ、「埋蔵文化財として扱う範囲の一基準の要素」として、「遺跡の時代・種類を主たる要素とし、遺跡の所作する地域の歴史的な特性、文献・絵図・民俗資料その他の資料との補完関係、遺跡の遺存状況、遺跡から得られる情報量等を副次的要素とする」よう指示がなされた。

### 出土品、出土遺物の法律上の位置づけ
埋蔵文化財包蔵地内を分布調査して土器片を採集したり、調査した結果、遺物が出土した場合、これを発見した日から1週間以内に遺失物法第13条によって所轄の警察署に届け出ることになっている（「埋蔵物発見届」）。掘り出される以前は民法上の「埋蔵物」であり掘り出されたり拾われた時点で「拾得物」となるという法的解釈がなされている。
警察署では、拾得物として受け付けた埋蔵物が文化財と認められるときは、文化財保護法101条（旧第60条）に基づき管轄の都道府県、政令指定都市及び中核市の教育委員会に「埋蔵文化財提出書」を提出する。また、発見者は、「埋蔵文化財保管証」を管轄の都道府県、政令指定都市及び中核市の教育委員会に提出し、これを照合することによって文化財保護法102条（旧法61条）の鑑査が行われ、実物を見たことと同様にみなし、「文化財認定の通知」を警察署に行い、発見者にも認定通知の写しが送付され、出土品は、この時点でようやく正式に文化財として認定されたことになる。

### 埋蔵文化財包蔵地範囲の周知
教育委員会など、各地方自治体の文化財所管課は、文化財保護法第95条により、地域のどのような場所に埋蔵文化財包蔵地が存在するかについて、その周知徹底を図り、必要な措置を講じることが義務付けられている。このため、各自治体では「必要な措置」として、包蔵地に番号を与え、その詳細（時代や種類・面積）をまとめた「遺跡台帳（包蔵地台帳）」を作成し、範囲を地図上に示した「遺跡地図（包蔵地地図）」を刊行することで一般に公開している。

### 「指定」と「周知」の違い
埋蔵文化財は、土中に埋蔵されているというその性質上、具体的にその土地の下に何があるかは発掘してみなければ判らないという特徴をもち、かつ、掘り出された後に前述の手続きを経て初めて文化財として認定される。したがって行政や自治体は、「文化財となりうるものが包含されている可能性のある土地」を「周知（知らせる）」しているのであって、「指定」しているわけではない。従って、ある範囲の土地が自治体によって「周知の埋蔵文化財包蔵地に指定されている」といった表記は正確ではない。

## 土地利用への影響
前項の文化財地図などによって示された、「周知の埋蔵文化財包蔵地」の中で、土木工事等の目的で発掘（この場合の「発掘」とは、遺跡調査ではなく、基礎の根切りや管埋設などの、工事における掘削行為）をしようとする者は、文化財保護法第93条第１項に基づき、工事着工の60日前までに文化庁長官に届出をする義務が生じる。
また、文化財保護法に基づく発掘調査、現状を変更することとなるような行為の停止又は禁止、設計変更に伴う費用負担、土地利用の上の制約等により、その土地の価格形成に重要な影響を与える場合がある。
したがって、周知の埋蔵文化財包蔵地に含まれるかなど、埋蔵文化財の存在に留意した上で、発掘調査の必要の有無、調査に要する費用や期間については、自治体の教育委員会等所管の行政庁に確認すべきとされる。また、土地取引においても、宅地建物取引業法第47条の告知事項に関係する。